# قلهانة
قرية قلهانه هي إحدى القرى التابعة لمركز أطسا في محافظة الفيوم في جمهورية مصر العربية. حسب إحصاءات سنة 2006، بلغ إجمالي السكان في قلهانه 4133 نسمة، منهم 2185 رجل و1948 امرأة.